# Adratiklit
Adratiklit boulahfa is een plantenetende ornithischische dinosauriër, behorend tot de Stegosauria, die tijdens de middelste Jura leefde in het gebied van het huidige Marokko.

## Vondst en naamgeving
In het Atlasgebergte worden voor commerciële doeleinden veel fossielen opgegraven die verkocht worden via fossielenhandelaren. Het Natural History Museum verwierf in het Verenigd Koninkrijk op deze wijze verschillende botten van stegosauriërs. Ze waren volgens de leverancier gevonden bij Boulahfa, ten zuiden van Boulemane. Een kleine Britse expeditie naar het gebied, naar aanleiding van deze aankopen, wist in 2018 geen verdere botten te ontdekken, maar kreeg wel een beter beeld van de geologie ter plaatse.
In 2019 werd de typesoort Adratiklit boulahfa benoemd en beschreven door Susannah Catherine Rose Maidment, Thomas J. Raven, Driss Ouarhache en Paul Michael Barrett. De geslachtsnaam is een combinatie van het Berbers adras of adrar, "berg", en tiklit, "hagedis". De soortaanduiding verwijst naar de vindplaats.

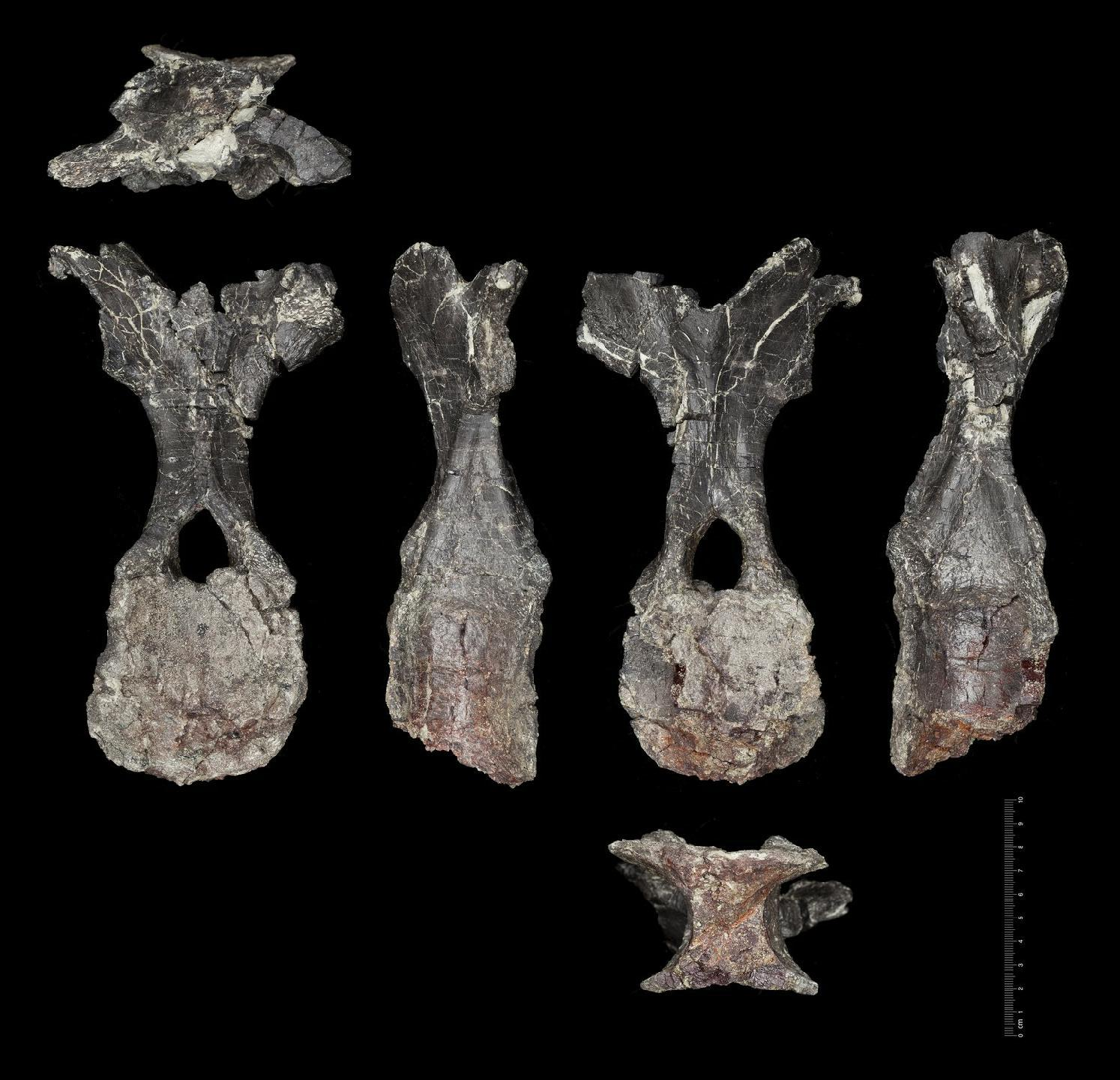
Het holotype

Het holotype, NHMUK PV R37366, is gevonden in een laag van de El Mers-groep. Het zou om de El Mers II-formatie kunnen gaan die dateert uit het Bathonien, zo'n 167 miljoen jaar oud. Het bestaat uit een ruggenwervel. Een tweede ruggenwervel, NHMUK PV R37365, werd aan de soort toegewezen omdat die een uniek kenmerk deelt met het holotype. Daarnaast zijn drie achterste halswervels toegewezen, de specimina NHMUK PV R37367 en NHMUK R37368 (twee verbonden wervels); en een linkeropperarmbeen, NHMUK PV R37007. Deze laatste toewijzingen zijn alleen gebaseerd op het feit dat het om stegosaurisch materiaal gaat en kunnen slechts gerechtvaardigd worden door de aanneming dat er maar één stegosauriërsoort in de formatie aanwezig is. De botten zijn hoogstwaarschijnlijk afkomstig van verschillende individuen, vermoedelijk vijf. Ze maken deel uit van de collectie van het Natural History Museum.

## Beschrijving

### Grootte en onderscheidende kenmerken
De individuen die door de beenderen vertegenwoordigd worden, hebben een verschillende grootte. De ruggenwervels wijzen op dieren van nog geen vier meter lengte, maar lijken niet van jonge exemplaren afkomstig te zijn. Het opperarmbeen is eenenzestig centimeter lang en zou van een exemplaar kunnen zijn van wel zeven meter lang. De halswervels wijzen op een nek en kop die samen een anderhalve meter lang zijn, wat beter past bij de grotere lengte.
De beschrijvers wisten twee onderscheidende kenmerken van het holotype vast te stellen. Het zijn autapomorfieën, unieke afgeleide eigenschappen. Bij de ruggenwervels heeft het voorste gewrichtsuitsteeksel, achter het voorste facet van het wervellichaam, bovenop een kleine ruwe driehoekige uitstulping. Bij de ruggenwervels lopen de richels tussen het wervellichaam en de parapofysen uit in naar voren uitstekende verruwingen aan weerszijden van de voorste opening van het ruggenmergkanaal. De kenmerken zijn uniek voor de Stegosauria.
Daarnaast toont ook het toegewezen materiaal, met name de halswervels, drie autapomorfieën. Die werden niet in de formele diagnose van de soort opgenomen daar het immers onzeker is of die toewijzing terecht geschiedde. De halswervels hebben langgerekte voorste gewrichtsuitsteeksels. De halswervels hebben plaatvormige doornuitsteeksels met een in zijaanzicht brede basis, die naar achteren doorlopen tot een positie tussen de achterste uiteinden van de achterste gewrichtsuitsteeksels. De achterste halswervels hebben op hun achterste gewrichtsuitsteeksels epipofysen in de vorm van ruwe richels.

### Skelet
De halswervels zijn langer dan breed, wat afwijkt van de situatie bij Dacentrurus waar ze juist breder zijn dan lang. Ze zijn ook gekield. Hun hoge wervelbogen zijn een sterke aanwijzing dat het om een stegosauriër of een lid van de Ankylosauria gaat. Zo'n dier is echter uit de formatie niet bekend. Hun doornuitsteeksels beslaan de volle lengte van het wervellichaam, anders dan bij Stegosaurus waar ze achterwaarts geplaatst zijn. Door breuken is hun hoogte onbekend, maar hun afplatting overdwars is extreem. De voorste gewrichtsuitsteeksels zijn zeer lang en reken verder dan de voorrand van het wervellichaam zoals bij Miragaia. Ze zijn in bovenaanzicht gescheiden door een inkeping die doorloopt tot de basis van het doornuitsteeksel, een basaal kenmerk gedeeld met Huayangosaurus. De zijuitsteeksels staan hoog op de wervelboog, op de zijkanten van de voorste gewrichtsuitsteeksels, een basaal kenmerk. De achterste gewrichtsuitsteeksels zijn over bijna de volle lebgte verbonden met slechts een kleine V-vormige inkeping achteraan, anders dan bij Miragaia waar ze over een derde van de lengte gescheiden zijn. Ze overhangen de achterkant van het wervellichaam. De gemelde aanwezigheid van epipofysen is ook uniek voor de Stegosauria en bij alle andere bekende Ornithischia komen ze hoogstens op de derde en vierde wervel voor.
De ruggenwervels zijn iets breder dan lang, net als bij Dacentrurus en Hesperosaurus. Er is een voorste richel tussen het wervellichaam en de parapofyse aanwezig, net als bij Stegosaurus; uniek is echter dat de richel of lamina uitloopt in een ruw gedeelte. De achterste gewrichtsuitsteeksels lopen door tot aan de achterrand van het wervellichaam. Deze wervels zijn vrijwel zeker van stegosauriërs want ze tonen de typische overgang tussen de voorste gewrichtsuitsteeksels en het doornuitsteeksel voor deze groep: er is een zeer smal plateau tussen de prezygapofysen waar een beenplaat uit oprijst met een middenrichel die zich splitst ter hoogte van de top van de voorste gewrichtsuitsteeksels om nog hoger weer samen te vloeien.
Het opperarmbeen is aan beide uiteinden verbreed, maar aan de bovenkant veel sterker dan aan de onderkant zoals normaal is voor stegosauriërs. Er is ook een neergaande richel en een uitstekende bult voor de musculus triceps brachii, welke combinatie een bekende synapomorfie is voor de Stegosauria. De bovenzijde lijkt uit te lopen in verkalkt kraakbeen en is ruw. De rest van het element toont ook veel verruwingen wat wijst op een oud dier zoals past bij de omvang. De minimale schachtomtrek is 264 millimeter.

## Fylogenie
Adratiklit werd in 2019 in de Stegosauria geplaatst. Een cladistische analyse had als uitkomst dat de soort de zustergroep was van een klade gevormd door Dacentrurus en Miragaia.
De gevonden fylogenie is zeer opmerkelijk in het licht van de gestelde ouderdom. Om te beginnen zou Adratiklit de op een na oudste benoemde stegosauriër zijn, na Isaberrysaura. Zijn bouw is echter niet basaal, maar tamelijk afgeleid. Een positie als zustergroep van Dacentrurus en Miragaia zou Adratiklit een lid van de Stegosauridae maken, en dus ook de oudste bekende stegosauride. Adratiklit werd door het artikel niet expliciet in de Stegosauridae geplaatst. Adratiklit is de eerste stegosauriër die uit Noord-Afrika benoemd is. Hij is ook het oudste bekende lid van de Eurypoda uit Afrika.  Hij is echter niet nauw verwant aan de Afrikaanse Kentrosaurus, maar aan soorten die veel later in Iberia zouden leven, dicht bij Marokko.
Tot 2019 waren er weinig stegosauriërs in Gondwana gevonden, namelijk Isaberrysaura, Kentrosaurus en Paranthodon, en dat werd gemeenlijk verklaard door aan te nemen dat ze er gewoon zeldzaam waren. De beschrijvers stelden dat uit sporen bleek dat stegosauriërs in feite een normaal deel van de fauna uitmaakten en dat er een nog onontdekte rijkdom aan stegosauriërs in Zuid-Amerika, Afrika, India en Australië op te graven valt. Dat ze nog niet gevonden zijn zou weliswaar ten dele aan een gebrek aan gunstige lagen liggen, maar vooral aan onvoldoende onderzoek.